# Sitdjehuti
Sitdjehuti (chiamata anche Satibu) (fl. XVI secolo a.C.) è stata una regina egizia della XVIII dinastia.

## Vita
Sitdjehuti, il cui nome significa "Nata da Thot", fu figlia del faraone Senekhtenra Ahmose e della Grande Sposa Reale Tetisheri, e sorella del faraone Seqenenra Ta'o e delle regine Ahmose-Inhapi, Ahhotep I e Ahhotep II. Andò in sposa al suo fratellastro Seqenenra Tao e gli diede una figlia chiamata Ahmose. Un'iscrizione sul sarcofago accerta che fu figlia di Tetisheri. Altro suo nome era Satibu.

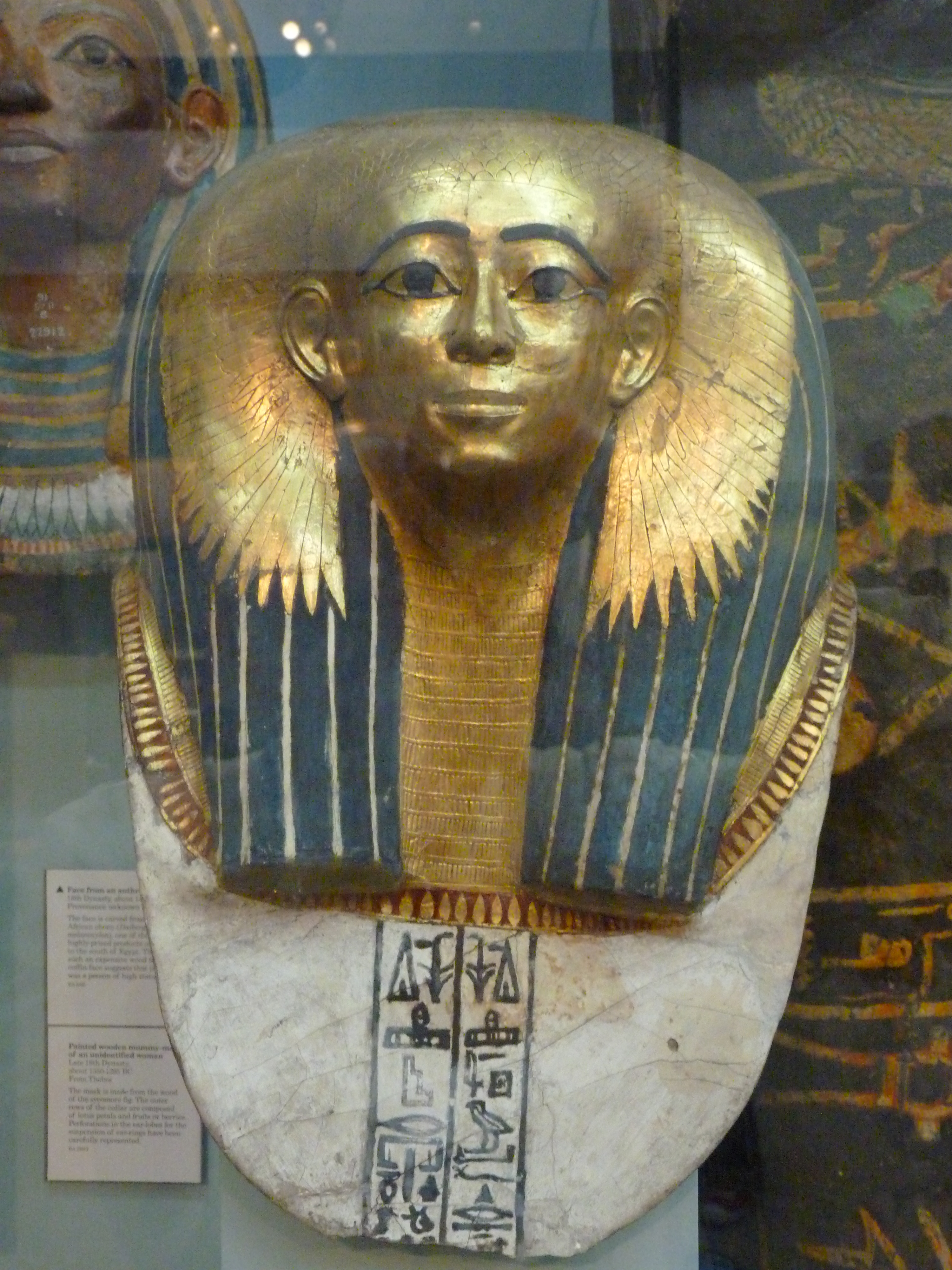
La maschera funeraria della regina, in cartonnage dorato, esposta al British Museum

## Titoli
Sitdjehuti aveva i titoli di Sposa del Re, Sorella del Re e Figlia del Re. Viene menzionata sul sudario di sua figlia Ahmose, i cui titoli erano Figlia del Re e Sorella del Re, rinvenuta nella tomba QV47 della Valle delle Regine. I titoli della principessa Ahmose la rendono per certo figlia di Seqenenra Ta'o e Sitdjehuti.

## Sepoltura
La mummia di questa regina fu scoperta nel 1820 insieme al suo sarcofago, alla maschera funeraria in cartonnage dorato, all'amuleto del cuore a forma di scarabeo e alle bende di lino donate dalla nipote, la grande regina Ahmose Nefertari. Le bende recano il testo: 
Il coperchio del sarcofago di Sitdjehuti si trova a Monaco di Baviera, la sua maschera funeraria al British Museum (EA 29770).